# Wiceprezydenci ZSRR i Rosji
Urząd wiceprezydenta istniał krótko, pod sam koniec historii ZSRR. Przedtem jego odpowiednikiem był sekretarz prezydium Rady Najwyższej. Urząd ten istniał też przez pewien czas w Rosji.

## Wiceprezydenci ZSRR
- Giennadij Janajew (1991) – prezydent Michaił Gorbaczow

## Wiceprezydenci Rosji
- Aleksander Ruckoj (1991–1995) – prezydent Borys Jelcyn